# 奥様女中

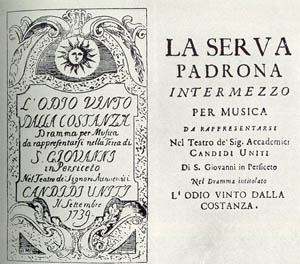

『奥様女中』（おくさまじょちゅう、伊語：La serva padrona）はジョヴァンニ・バッティスタ・ペルゴレージ作曲のオペラ・ブッファ。ペルゴレージの代表作の一つ。ヤコポ・アンジェロ・ネッリの戯曲に基づき、ジェンナロ・アントニオ・フェデリーコが脚本を執筆した。

## 概説
元来は、ペルゴレージのオペラ・セリア『誇り高き囚人 Il prigioniero superbo 』のインテルメッゾ（幕間劇）として作曲され、共に1733年に初演された。ナポリ大地震の直後に歌舞音曲が禁じられていたのだが、ハプスブルク家の皇后の誕生日を祝うために、それが解禁されてから上演された最初のオペラであった。
『誇り高き囚人』は当時としても成功せず、今日においてもレパートリーとして認められてはいない。結局これと『奥様女中』とは切り離され、後者が単独でヨーロッパ中で持て囃されるに至った。オペラの歴史においてこのインテルメッゾの重要性を見過ごすことなど到底できない。聴衆にとって馴染みやすい登場人物によって魅力的な作品となっている。すなわち、頭の回るメードと、年老いた主人である。
音楽様式において、《奥様女中》はバロック音楽から古典派音楽への過渡期の典型的な楽曲であるとしばしば認められている。

## 粗筋
主人ウベルトは、自分が女中のセルピナと結婚したいのか、それともただ彼女の境遇を憐れんでいるだけなのか、自分でも確信が持てずにいる。そこでセルピナが一計を案じ、下男ヴェスポーネを兵士に仕立て上げ、「自分はこの許婚と結婚することになっているが、彼から持参金を迫られている」と言ってウベルトに言い寄る。あれこれあった末に結局ウベルトは根負けしてセルピナを娶ることになる。

## 配役
- ウベルト（バス）
- セルピナ（ソプラノ）
- ヴェスポーネ（「無言」の俳優）

## 演奏時間
約50分（各幕22分、28分）

## 楽器編成
弦5部と通奏低音

## 主な楽曲
- 私のおこりんぼさん(Stizzoso, mio stizzoso)
  - 女中･セルピナのアリア。全音楽譜出版社が出版するアンソロジー歌曲集、『イタリア歌曲集』第4巻に収録されている。